# Reserva provincial de uso múltiple Lagunas y Palmares
La Laguna El Palmar es una laguna ubicada en el distrito La Gallareta, departamento Vera, al norte de la Provincia de Santa Fe, Argentina. Se encuentra a aproximadamente 40 km al oeste tanto de la localidad de Margarita por la Ruta Provincial 37 como de La Gallareta, a 70 km de la ciudad de Vera (Santa Fe) (cabecera departamental) y a 280 km de la ciudad de Santa Fe. En ella se encuentra la Reserva Provincial de Uso Múltiple Lunas, Lagunas y Palmares. Se encuentra conectada con el Arroyo Golondrina y el Arroyo Calchaquí. Forma parte de un sistema de lagunas encadenadas por los arroyos Golondrina, Calchaquí, Salado en los Bajos submeridionales.

## Reserva Provincial de Uso Múltiple Lagunas y Palmares
La Reserva Provincial de Uso Múltiple Lagunas y Palmares fue creada en el año 1996 en el marco de un convenio entre la Dirección de General Ecología y Protección de la Fauna (DGEPF) y el propietario del campo que la formaría, ratificado por la Resolución 0307/1996 del Ministerio de Agricultura, Ganadería, Industria y Comercio de la Provincia de Santa Fe. Cuenta con una superficie de 4052 ha.

### Objetivos de conservación
Conservar los palmares de palma blanca (Copernicia australis o Copernicia alba), bosques chaqueños y del espinal que circundan la Laguna El Palmar, siendo una de las asociaciones más australes de esta especie de palmera, junto al sistema de esteros y bañados asociados.

### Características generales, flora y fauna
La reserva Lagunas y Palmares pertenece a la ecorregión Chaco Húmedo. Comprende un territorio ubicado en la margen sudeste de la Laguna El Palmar. Este cuerpo de agua, uno de los más grandes del norte santafesino, pertenece al sistema lagunar definido por el Arroyo Calchaquí en su tramo septentrional. 
Esta reserva tiene un importante potencial para el desarrollo de actividades turísticas, de observación de flora y fauna y recreativas.
El espacio se caracteriza por la presencia de una formación vegetal cuya especie dominante es la palma blanca, caranday o palma colorada (Copernicia australis o Copernicia alba), asociada a superficies boscosas donde alternan especies arbóreas tanto de la región chaqueña como algunas típicas del espinal periestépico. Hay sectores de la Reserva donde los típicos árboles de la región forman montes de algarrobo blanco (Prosopis alba), algarrobo negro (Prosopis nigra), ñandubay (Prosopis affinis), chañar (Geoffroea decorticans), espinillo (Acacia caven) y quebracho blanco (Aspidosperma quebracho-blanco), entre otros.
La fauna ictícola es muy rica, con aproximadamente 150 especies, entre las que se encuentran habitualmente el moncholo (Pimelodus albicans), la morenita (Gymnotus carapo), el dorado (Salminus maxillosus), el surubí (Pseudoplatystoma coruscans), el sábalo (Prochilodus lineatus) y otras especies más de familias como Aphyocharax, Astyanax (vulgarmente denominadas "mojarras"), Pimelodus, y Hypostomus.
La riqueza ornitológica es notoria, con aves como el flamenco austral (Phoenicopterus chilensis), el boyero negro (Cacicus solitarius), el chinchero grande (Drymornis bridgesii), el chinchero chico (Lepidocolaptes angustirostris), el águila negra (Buteogallus urubitinga), además de la numerosa avifauna asociada a los ambientes acuáticos. La única cita conocida hasta el momento de la choca listada (Thamnophilus doliatus) para la provincia proviene de esta localidad, el límite más austral de distribución de la especie hasta ahora conocido. Existen poblaciones de nutria o coipo (Myocastor coypus), vizcacha (Lagostomus maximus), zorro de monte (Cerdocyon thous), guazuncho o corzuela parda (Mazama gouazoubira), zorrino común (Conepatus chinga), comadreja overa o común (Didelphis albiventris), y gato montés (Oncifelis geoffroyi), entre los tantos mamíferos que habitan el área. Además se destaca la presencia de una gran variedad de especies de anfibios y reptiles.